# لمويل سميث (قاتل متسلسل)
لمويل سميث (بالإنجليزية: Lemuel Smith) هو قاتل متسلسل أمريكي، ولد في 23 يوليو 1941 في أمستردام في الولايات المتحدة.